# United Buddy Bears

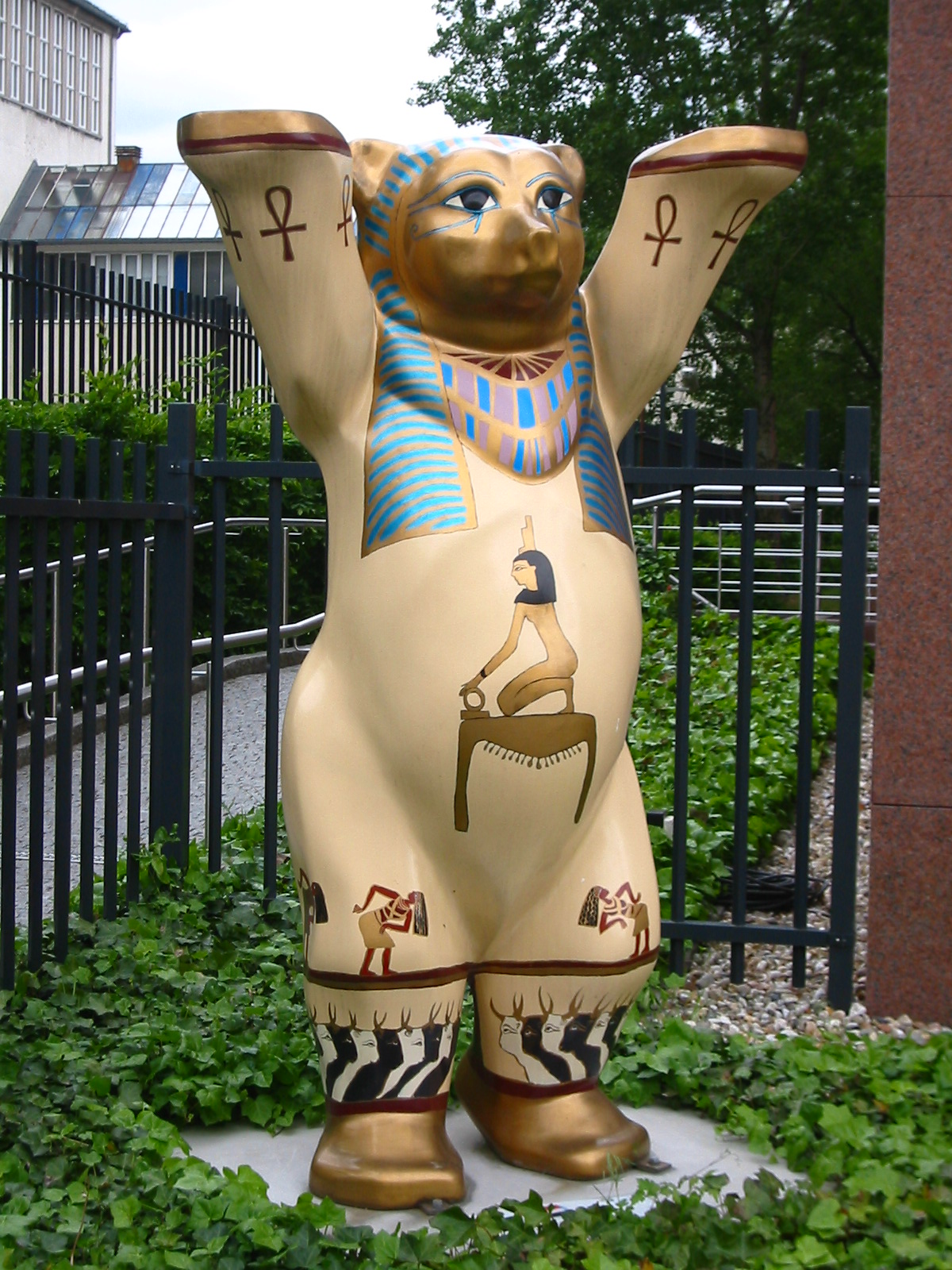
Buddy Bear - Ai Cập

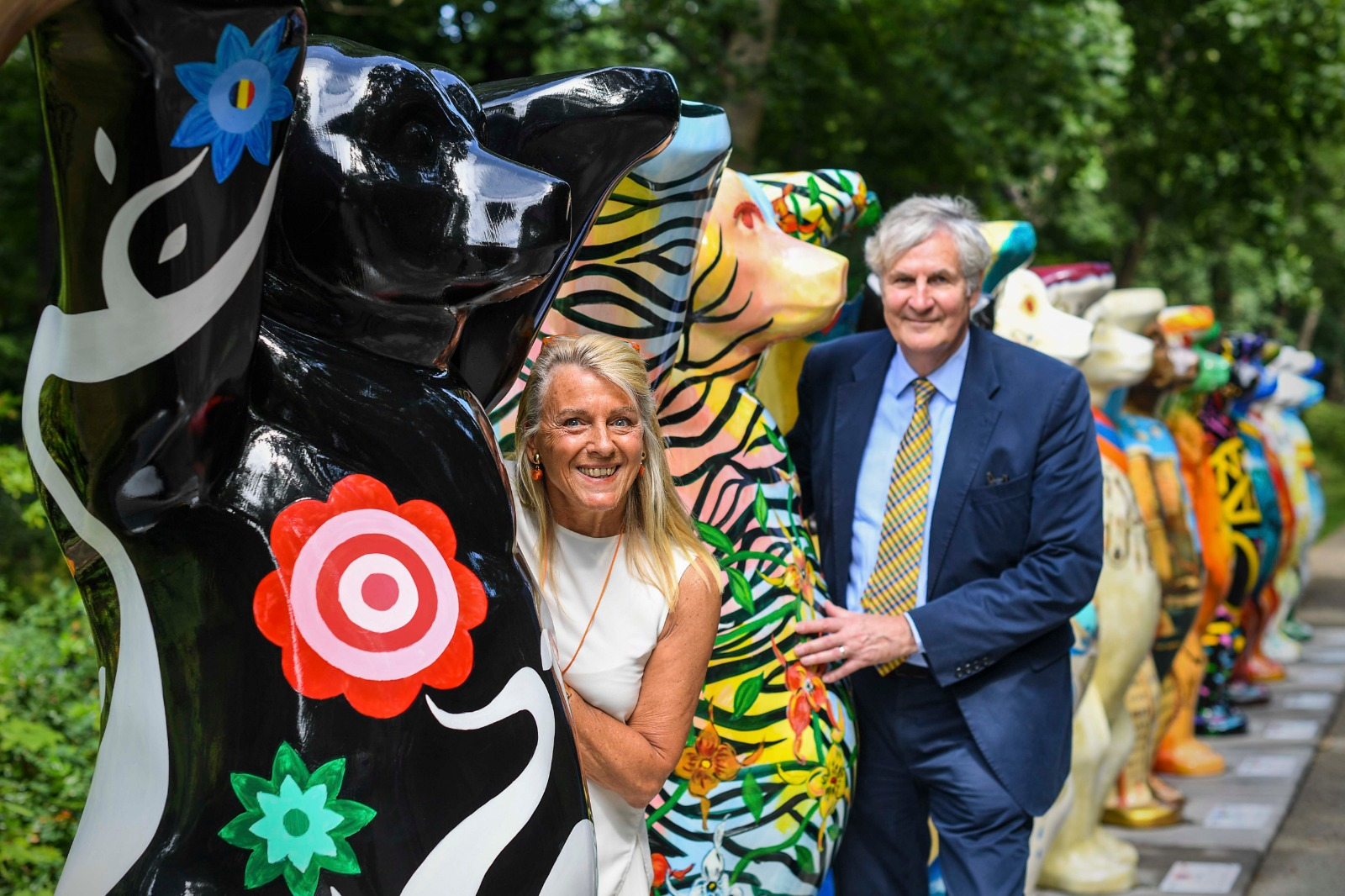
Eva và Klaus Herlitz, 2020

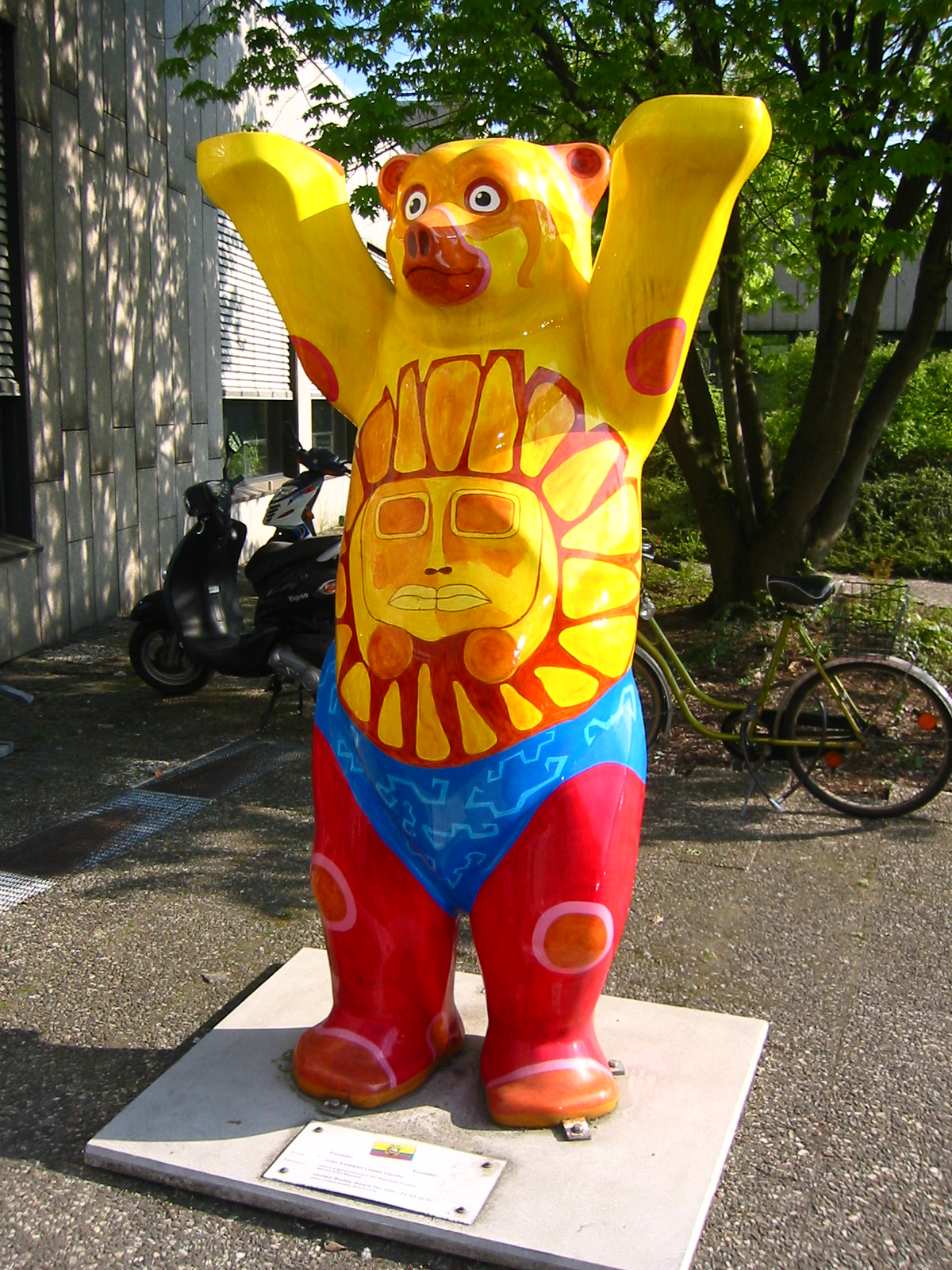
Buddy Bear - Ecuador

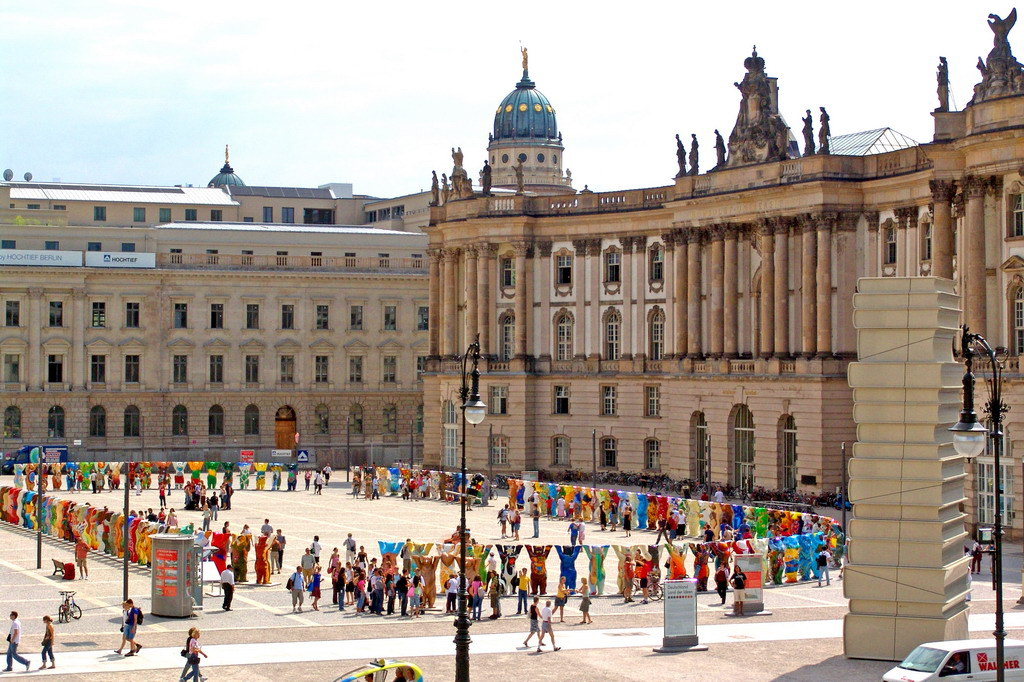
United Buddy Bears - Berlin, Năm 2006

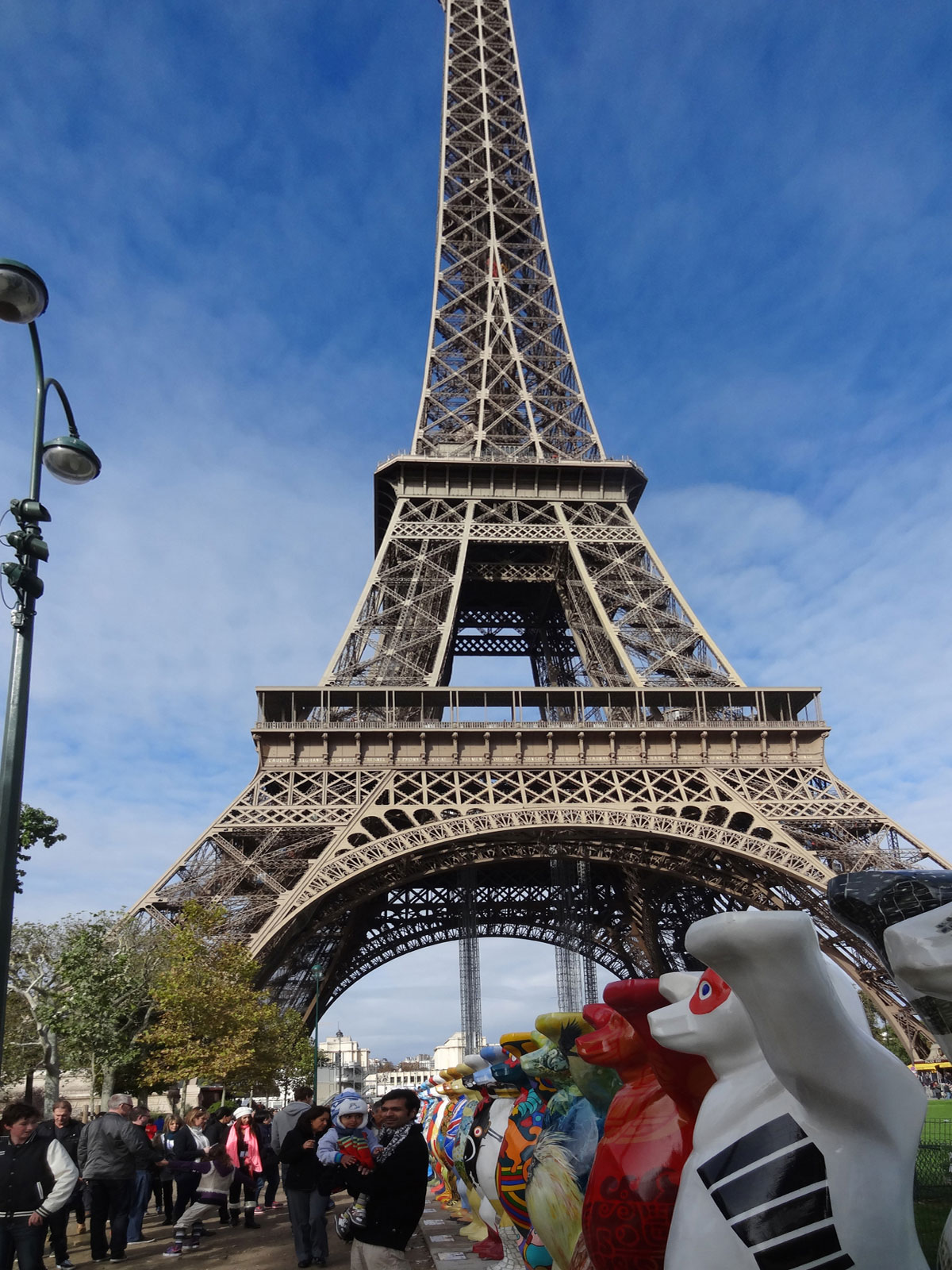
United Buddy Bears - Paris 2012

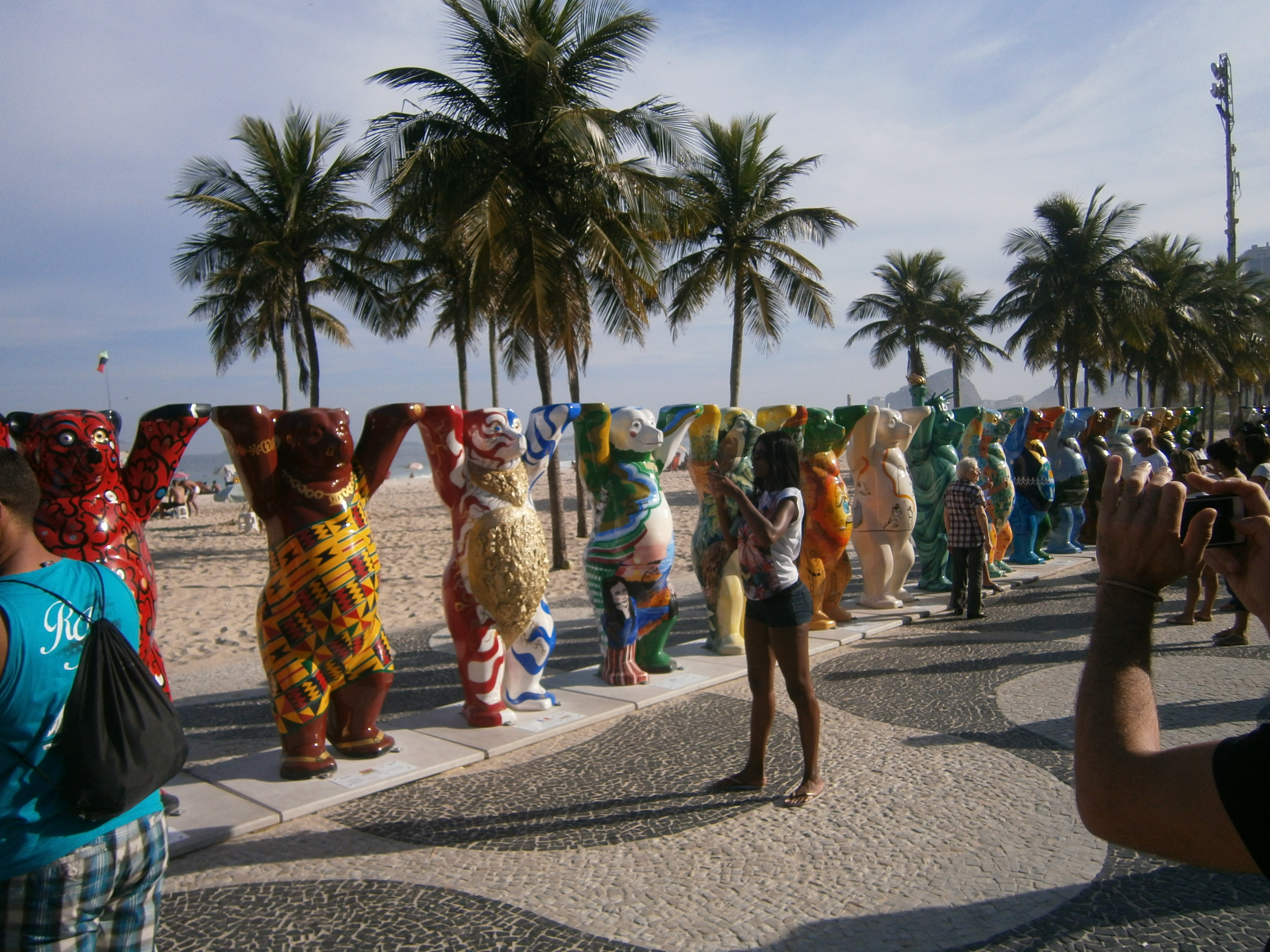
United Buddy Bears - Rio de Janeiro, Copacabana 2014

Buddy Bear: Chú gấu Buddy Bear là một bức điêu khắc hình con gấu cao 2 mét và được tô vẽ một cách cá biệt. Năm 2001, khoảng 300 chú gấu này đứng trên đường phố và công viên nơi khu đường sá công cộng của thành phố Berlin. Nhiều chú gấu này đã được bán đấu giá để ủng hộ các hội từ thiện cho thiếu nhi.
United Buddy Bears: Năm 2002, một sáng kiến tiếp theo đó đã được cải biến, đó là cao trào United Buddy Bears® (tức Buddy Bear Thống Nhất) - đại diện cho sự quen biết và nếp sống chung hoà bình.
Trong số này có khoảng 140 bức tượng chú gấu Buddy với nhiệm vụ là quảng bá cho sự khoan-dung đạo-độ và hài-hoà giữa các dân tộc, văn-hoá và tôn giáo. Mỗi chú gấu United Buddy Bear tượng-trưng cho một quốc-gia đã được công-nhận bởi Liên Hợp Quốc và đã được cấu-tạo bởi một hoạ-sĩ cho quê-hương mình.
Dưới tiêu-đề "Chúng tôi cần quen biết nhau hơn để chúng tôi có thể hiểu, tin-tưởng và chung-sống hoà hợp với nhau hơn", những người phát-động công-trình này - Eva và Klaus Herlitz – đã cố gắng gây cảm-hứng cho phong-trào thông-cảm và nếp sống hài hoà.
Vì lý-do này, 140 chú gấu Buddy Bears cũng đứng cạnh nhau trong tư-thế đầy ý-nghĩa - "tay nắm tay". Mấy chú gấu thường thường đứng trong một vòng tròn lớn (đường kính khoàng 70 mét) và cũng được mệnh-danh bởi ban tổ-chức là "Nghệ-thuật khoan-dung hài-hoà".
Buổi triển-lãm các chú gấu "United Buddy Bears" đã được tổ-chức khắp năm châu, trong đó gồm có Berlin, Hồng Kông, Istanbul, Seoul, Tokyo, Sydney, Viên, Cairo, Jerusalem, Warszawa, Stuttgart, Bình Nhưỡng, Buenos Aires, Montevideo, Berlin, Astana, Helsinki, Sofia, Kuala Lumpur, Tân Delhi, Sankt-Peterburg, Paris, Rio de Janeiro, La Habana, Santiago de Chile, Pulau Pinang, Riga và Thành phố Guatemala.

### Buddy Bears tại Việt Nam
Năm 2002, nữ họa sĩ Việt Nam Thanh Dung phác họa kiểu mẫu United Buddy Bear cho Việt Nam. Bức họa này hiện diện từ năm 2003 trước đại sứ quán Đức tại Hà Nội. Bốn con gấu Buddy Bears khác đã hội tụ vào năm 2006 trong chuyến du hành từ Berlin đến Việt Nam và hiện nay được đặt tại Thành phố Hồ Chí Minh.